# Jorge Sanmiguel
Jorge Sanmiguel Codina (Albal, Valencia, 30 de agosto de 1978), más conocido futbolísticamente como Sanmiguel, es un futbolista español. Juega como portero y actualmente juega en la Agrupación Deportiva Torrejón Club de Fútbol. Sus últimos equipos han sido el CD Guadalajara, club en el que militó durante siete temporadas y el Albacete Balompié, donde apenas militó unos días debido a problemas burocráticos. Para la Temporada 2014-2015 ficha por la Agrupación Deportiva Torrejón Club de Fútbol.   

## Trayectoria
Sanmiguel es un portero zurdo con una gran envergadura y seguridad por alto. Formado en las categorías inferiores del Valencia CF, posteriormente pasó por los filiales del Real Murcia y del Levante UD. En la temporada 2002/03 jugó en el Sangonera Atlético y entre 2003 y 2005 en el Pego CF. En 2005 firma por el CD Guadalajara. Es uno de los jugadores más carismáticos de la historia del club alcarreño, del que ha llegado a ser segundo capitán, ya que ha formado parte de los dos mayores hitos de la historia de este club: el ascenso a Segunda División B en el año 2007 y el ascenso a la Liga Adelante conseguido en 2011. Días después de conseguir el ascenso a la división de plata del fútbol español, Sanmiguel renovaba su contrato con el equipo alcarreño. No disputa ningún partido oficial durante la temporada 2011/12 y al final de la misma, el club decide no renovar su contrato y le ofrece seguir vinculado en otro puesto, ofrecimiento que Sanmiguel decide rechazar.

En abril de 2013 el guardameta se convierte en futbolista del Albacete Balompié hasta final de la temporada. Sin embargo, ambas partes deciden rescindir el contrato unos días después debido a la imposibilidad de tramitar la licencia federativa del jugador.
Para la Temporada 2014-2015 ficha por la Agrupación Deportiva Torrejón Club de Fútbol de Miguel Galán.   

## Clubes
| Club                                         | País   | Años      |
| -------------------------------------------- | ------ | --------- |
| Valencia B                                   | España | 1997-2000 |
| Real Murcia B                                | España | 2000-2001 |
| Levante B                                    | España | 2001-2002 |
| Sangonera Atlético                           | España | 2002-2003 |
| Pego CF                                      | España | 2003-2005 |
| CD Guadalajara                               | España | 2005-2012 |
| Albacete Balompié                            | España | 2013-2014 |
| Agrupación Deportiva Torrejón Club de Fútbol | España | 2014-2015 |